# Lestremia solidaginis
Lestremia solidaginis är en tvåvingeart som först beskrevs av Ephraim Porter Felt 1907.  Lestremia solidaginis ingår i släktet Lestremia och familjen gallmyggor. Arten är reproducerande i Sverige. Inga underarter finns listade i Catalogue of Life.